# 平武镇
平武镇，是中华人民共和国四川省资阳市简阳市下辖的一个乡镇级行政单位。

## 行政区划
平武镇下辖以下地区：
胡家街社区、进化村、高店村、玉林村、木桥村、红庙村、皮匠街村、安乐村、黄桷埝村、安兴村、尤安村、梨园村、三佛村、高坡村和八角村。